# Maison de la famille Mihajlović
La Maison de la famille Mihajlović se trouve à Obrenovac, rue Miloš Obilić, no. 182. La commune d'Obrenovac est mentionnée, sous le nom Palež, pour la première fois en 1718, dans la liste nationale autrichienne du district de Valjevo, comme une commune de 11 maisons. Les découvertes archéologiques montrent que l'endroit est beaucoup plus ancien et qu’il date de la domination romaine. En raison de son importance économique, administrative, éducative et culturelle, la commune a reçu le statut de ville et le nouveau nom d’Obrenovac en 1859, en l'honneur du retour de Miloš Obrenović en Serbie

## Histoire
La maison Mihailović existe depuis le début du XIXe siècle, mais il n'y a pas de données exactes sur l'année de sa construction. Cependant, l'écrivain serbe Joakim Vujić l'a mentionnée dans ses dossiers sur son voyage à travers la Serbie en 1826. Après son passage à Obrenovac Vujić écrit: « À mon arrivée ici, à l'hébergement, je suis arrivé chez Monsieur Dimitrije Mihajlović, un vendeur local, qui m'a accueilli poliment et avec joie dans sa maison familiale, et ensuite, il m'a apporté un bon diner et un café » ; on en conclut que la maison était déjà construite en 1826 Cette donnée a été décisive pour l'Institut pour la protection des monuments culturels de la ville de Belgrade, afin que le nom officiel de ce monument soit “Maison de la famille Mihajlovic”. Cette maison était, à l'époque, une maison monumentale à usage commercial et résidentiel. Dans l'ancienne Palež, la tradition commerciale serbe a été sauvegardée à l'époque d'une stagnation économique de Belgrade fin XVIIIe et début XIXe siècles. Il s'agissait vraiment d'une maison serbe, et non pas d'une maison achetée ou héritée des Turcs, fait mentionné dans le livre de Vujić : la commune de Palež avait en 1826 « 60 maisons serbes seules et aucune turque ».

## Apparence de la maison
De forme rectangulaire, composée d'un rez-de-chaussée, un étage et un sous-sol, elle est construite en bois à colombage, avec remplissage en briques. Le toit à pignon est constitué de chevrons de bois, de poutres et de tuiles plates. Depuis le couloir central, dans la partie est de la maison, il y a trois pièces attenantes où se trouvaient des magasins ; dans la partie à l'ouest, une grande salle dont l'entrée donne sur la rue. À cette pièce est associé un petit garde-manger, que la famille utilisait pour ses provisions. Dans la dernière partie de la cour côté est, vu de l'allée centrale, deux grandes pièces attenantes, et à l'ouest un petit hall d'entrée et une chambre. Toutes les chambres de la partie cour du rez-de-chaussée était destinées à l'habitation. À l'étage, il y a trois grandes chambres attenantes, et dans la partie cour une grande galerie, d'où on entre dans deux chambres destinées à l'habitation. La façade principale sur la rue est lisse  et plâtrée. Sa partie est, au rez-de-chaussée, avait un porche architravé fermé aujourd'hui. Sur la façade, se trouve une couronne avec des profils sculptés légèrement. Les fenêtres sont alignées. Les portes vitrées ont des panneaux de bois. Les planchers sont fabriqués, selon leurs destinations, en briques ou en planches. Les cheminées et les odžaklije (foyer avec cheminée en maçonnerie) ont été murées. La particularité de cette maison est que son concept architectural général représente la symbiose des architectures résidentielles turques orientales et européennes.  Malgré ce nouveau schéma, il est resté dans cette maison familiale l'une des plus grandes valeurs de l'architecture orientale turque : l'unité du monde intérieur et extérieur, représentée par la galerie.

## Les restaurations et l’état actuel
Au début des années soixante-dix, il a été effectué une restauration, après quoi la bibliothèque Vlada Aksentijević a été installée dans cette maison et elle s'y se trouve encore aujourd'hui.

## Monument culturel
Les valeurs multiples, indéniables de la maison de famille Mihajlović, ainsi qu'une réalisation fonctionnelle, constructive et esthétique de la maçonnerie populaire, en font l'un des plus précieux monuments de la ville de Belgrade. Elle est proclamée monument culturel  en 1970, et elle est reconnue comme un bien culturel d'une grande importance en 1979. 